# Kamil Pietras
Kamil Pietras (ur. 27 stycznia 1988 w Chorzowie) – polski koszykarz,  występujący na pozycji środkowego, reprezentant kraju.
Mierzący 209 cm koszykarz karierę zaczynał w Ochocie Warszawa. W wieku 16 lat wyjechał do Słowenii i trafił do młodzieżowego zespołu Olimpii. W sezonie 2006/07 został wypożyczony do drużyny Misel Postojnska Jama. Grał także w seniorskiej drużynie Unionu w Eurolidze i Lidze Adriatyckiej. Od 2009 jest koszykarzem Polonii 2011 Warszawa.
Latem 2007 został awaryjnie powołany do przygotowującej się do finałów ME 07 szerokiej reprezentacji Polski. Na skutek szeregu kontuzji dość niespodziewanie znalazł się w ścisłej dwunastoosobowej kadrze na turniej.

## Osiągnięcia
Drużynowe
- Mistrz Słowenii:
  - kadetów (2005)
  - juniorów (2005, 2007)

Indywidualne
- Uczestnik meczu gwiazd ligi słoweńskiej (2007)[1]
- MVP mistrzostw Słowenii kadetów (2005)
- Najlepszy strzelec mistrzostw:
  - Polski kadetów (2004)
  - Słowenii:
    - kadetów (2005)
    - juniorów (2006)

Reprezentacja
- Uczestnik mistrzostw Europy:
  - 2007 – 13. miejsce
  - U–20 dywizji B (2007 – 5. miejsce)
  - U–18 (2005 – 15. miejsce)
  - U–16 (2004 – 14. miejsce)